# 1968 aux échecs
| Années des échecs : 1965 - 1966 - 1967 - 1968 - 1969 - 1970 - 1971    |
| Décennies des échecs : 1930 - 1940 - 1950 - 1960 - 1970 - 1980 - 1990 |

Cet article présente les faits marquants de l'année 1968 aux échecs.

## Événements majeurs
- Boris Spassky remporte le tournoi des candidats pour le championnat du monde d'échecs 1969.
- L'URSS remporte l'Olympiade d'échecs de 1968 disputée à Lugano en Suisse.

## Championnats nationaux
- Argentine : Raul Sanguineti remporte le championnat[1],[2]. Chez les femmes, Celia Baudot de Moschini s’impose.
- Autriche : Pas de championnat[3]. Chez les femmes, Hermine Winninger s’impose[4].
- Belgique : Robert Wilaert remporte le championnat[5]. Chez les femmes, Elisabeth Cuypers s’impose[6].
- États-Unis du Brésil : Helder Camara remporte le championnat[7]. Chez les femmes, c’est Ruth Volgl Cardoso qui s’impose.
- Canada : Pas de championnat[8].
- Chine : Pas de championnat[9].
- Écosse : David Levy remporte le championnat[10].
- Espagne : Fernando Visier remporte le championnat[11]. Chez les femmes, pas de championnat[12].
- États-Unis : Larry Evans remporte le championnat[13]. Chez les femmes, pas de championnat[14].
- Finlande: Heikki Westerinen remporte le championnat[15].
- France : Jean-Claude Letzelter remporte le championnat [16]. Chez les femmes, pas de championnat[17].
- Inde : Pas de championnat[18].
- Iran : Nasser Hemmasi remporte le championnat[19].

- Pays-Bas : Ingrid Tuk remporte le championnat féminin[20]. Pas de championnat masculin cette année.
- Pologne : Romuald Grabczewski remporte le championnat[21].
- Royaume-Uni : Jonathan Penrose remporte le championnat[22].

- Suisse : Pas de championnat masculin[23], ni féminin[24].
- RSS d'Ukraine : Youri Sakharov remporte le championnat[25],[26], dans le cadre de l’U.R.S.S.. Chez les femmes, Nina Rusinkevich s’impose[27].

- République fédérative socialiste de Yougoslavie : Predrag Ostojić et Janez Stupica remportent le championnat[28],[29]. Chez les femmes, Henrijeta Konarkowska-Sokolov s’impose.

## Naissances
- Boris Guelfand
- Ilya Smirin
- Ivan Sokolov

## Nécrologie
- 5 janvier : Jerry Spann (en)
- 2 février : Juan Iliesco (en)
- 24 mars : Erik Madsen (en)
- 11 juillet : José Fernández Migoya (en)
- 25 septembre : Vladimir Simaguine
- 30 septembre : Olof Sterner (en)
- 2 octobre : Marcel Duchamp
- 5 octobre : Kester Svendsen (en)
- 12 octobre : Suzanne Dehelly
- 23 octobre : Theodore Tylor (en)
- 26 octobre : Stefan Erdélyi (en)
- 27 novembre : Hilda Chater (en)
- 22 décembre : Antonio Sacconi
- 31 décembre : Carl Ahues